# 仮面女子候補生
仮面女子候補生（かめんじょしこうほせい）は、日本のアイドルユニット。所属事務所はアリスプロジェクト。

## 概要
仮面女子：アリス十番、スチームガールズ、アーマーガールズ加入を目指すOZ、ぱー研！、仮面女子：イースターガールズを目指す仮面女子候補生WESTからなるユニット。
2015年3月7日にはそれまで別々に活動していたOZ、ぱー研！2つのユニットがひとつのユニット「仮面女子候補生」として活動を始め、OZ、ぱー研！は仮面女子候補生の派生ユニットという位置づけとなった。
ライブでは仮面女子候補生・仮面女子候補生WESTオリジナル楽曲のほか、仮面女子の曲も披露する。
仮面女子候補生を目指す研究生ユニット「スライムガールズ」、「スライムガールズWEST」がある。
立川アレアレアでは、仮面女子候補生より選抜されたメンバーがアレアガールズとして無料ライブを行っている。
大つけ麺博を盛り上げるために毎年結成されるトッピング☆ガールズのオーディションに参加し、選抜されるメンバーもいる。

### オリジナル楽曲
- 煌☆kirameki[2]
- 私にチャイム[3]
- ダイナマイトに火をつけろ！[4]
- KOSHI-TAN-TAN[5]

## OZ
オズの魔法使いの世界観をメインビジュアルにアリスプロジェクトのぶちAGEソングを武器にパフォーマンスするユニット。各メンバーはオズの魔法使いに登場するキャラクター（ドロシー、カカシ、ブリキ、ライオン、グリンダ、悪い魔女、犬（トト）、ミツバチ、てんとう虫）をイメージした衣装を纏ってステージに立つ。
2012年6月3日、芝浦Studio Cube 326で開催されたイベント「シバポップフェスティバルVol.48」でデビューした。
結成当初はアリス十番の候補生ユニットとなっていたが、スチームガールズ結成後はスチームガールズ、2017年11月26日の組閣以降はスチームガールズ、アーマーガールズの候補生ユニットとなっている。

### オリジナル楽曲
- OVER THE RAINBOW[9]
- ドンカン王子様[10]

## ぱー研！
アリスプロジェクトの常設劇場「P.A.R.M.S（パームス）」を研究、世の中に広めるために結成されたユニット。
2013年5月25日、P.A.R.M.Sでデビューした。
2013年12月31日に初代メンバー6名全員が新ユニット「仮面女子アーマーガールズ」へ昇格した。
以後アーマーガールズの候補生ユニットとなっていたが、前項の通り、2017年11月26日の組閣以降はスチームガールズ、アーマーガールズの候補生ユニットとなっている。

### メンバー
| 名前 | よみ | 生年月日 | 出身地 | 担当カラー | 備考（他所属ユニット等） |
| ---- | ---- | -------- | ------ | ---------- | ------------------------ |

### オリジナル楽曲
- シャングリラ！！[13]
- ハニトンのテーマ[14]
- ココロイド[15]
- Ⅰ（あい) ♥(あい) 愛(あい)[16]

## 仮面女子候補生WEST
仮面女子が度々遠征していた関西を拠点とする、仮面女子正規ユニットを視野に入れて結成されたユニット。
2015年12月18日、心斎橋の信長書店でデビューした。
2016年12月6日には常設劇場「仮面女子シアター」がオープン。
2017年10月22日に初代メンバー5名全員が新ユニット「仮面女子イースターガールズ」に昇格した。

### メンバー
| 名前       | よみ          | 生年月日       | 出身地 | 担当カラー | 備考（他所属ユニット等） |
| ---------- | ------------- | -------------- | ------ | ---------- | ------------------------ |
| 美月きらり | みづき きらり | 2000年10月31日 | 大阪府 | 黄色       |                          |
| 紫吹まみ   | しぶき まみ   | 1997年9月5日   | 福岡県 | 紫         |                          |

### オリジナル楽曲
- GOGO☆WEST[21]
- ブルー☆スカイ[22]